# Six Metamorphoses after Ovid
Six Metamorphoses after Ovid is een suite voor hobo, bestaande uit zes delen (zes mythen) en gecomponeerd door Benjamin Britten, een Britse componist, in 1951. Bij het schrijven van zijn muziekstuk werd hij geïnspireerd door de Metamorphoses van Ovidius.
Het muziekstuk bestaat uit zes delen:
1. Pan : Senza misura
2. Phaeton : Vivace ritmico
3. Niobe : Andante
4. Bacchus : Allegro pesante
5. Narcissus : Lento piacevole
6. Arethusa : Largamente